# Emilio Palma

Emilio Marcos Palma (født 7. januar 1978) er en argentiner, der er kendt for at være det første mennesker, der er blevet født på kontinentet Antarktis.

## Biografi
Palma blev født i Fortín Sargento Cabral på forskningsstationen Esperanza, nær spidsen på den Antarktiske halvø, og vejede 3,4 kg ved fødslen. Hans far, kaptajn Jorge Emilio Palma, var chef for den argentinske hærs udsendinge på basen. Ti personer er siden blev født på Antarktisk, men Palmas fødselssted er fortsat det sydligste.
I slutningen af 1977 blev Silvia Morella de Palma, der på dette tidspunkt var syv måneder henne i sin graviditet, fløjet tilbage til forskningsstationen for at færdiggøre sin graviditet. Flyveturen var en del af Argentinas løsning på deres suverænitets tvist over territoriet i Antarktis. Emilio blev automatisk tildelt argentinsk statsborgerskab af regeringen, siden hans forældre begge var argentinske statsborgere, og han blev født i Argentinsk Antarktis. Denne sektor af Antarktisk kræver Argentina suverænnitet over, som en del af landets nationale territorium, selvom dette ikke er internationalt anerkendt, og overlapper med både britisk og chilensk Antarktis.
Han er listet i Guinness Rekordbog som værende den første person i historien, der er blevet født på kontinentet.

## Andre fødsler på Antarktis
Hans stedbror, A Bauer, blev også født på Antarktis 12 år senere, da hans forældre var på en 2-årige forskningsmission.
Solveig Gunbjørg Jacobsen fra Norge, der blev født på øen South Georgia den 8. oktober 1913 var den første person, der blev født og opvoksede det antarktiske område (inden for Den antarktiske konvergens). Den første person der blev født i den Antarktiske region var australieren James Kerguelen Robinson, der blev født på Kerguelen den 11. martrs 1859.